# Fisksjön
Fisksjön este o arie protejată (arie specială de conservare — SAC, sit de importanță comunitară — SCI, arie de protecție specială avifaunistică — SPA) din Suedia întinsă pe o suprafață de 45,9 ha, integral pe uscat.

## Localizare
Centrul sitului Fisksjön este situat la coordonatele 59°18′26″N 14°27′42″E / 59.3072°N 14.4616°E.

## Înființare
Situl Fisksjön a fost declarat sit de importanță comunitară în ianuarie 1997 pentru a proteja 11 specii de animale. Alte tipuri de protecție:
- arie de protecție specială avifaunistică (în ianuarie 1998)[2]
- arie specială de conservare (în martie 2011)[1][3][4]

## Biodiversitate
Situată în ecoregiunea boreală, aria protejată conține 1 habitat natural: Pajiști cu Molinia pe soluri calcaroase, turboase sau argilos-nămoloase (Molinion caeruleae).
La baza desemnării sitului se află mai multe specii protejate:
- păsări (10): erete de stuf (Circus aeruginosus), lebădă de iarnă (Cygnus cygnus), ciocănitoare neagră (Dryocopus martius), Gallinago media, cocor (Grus grus), gușă albastră (Luscinia svecica), vultur pescar (Pandion haliaetus), bătăuș (Philomachus pugnax), chiră de baltă (Sterna hirundo), fluierar de mlaștină (Tringa glareola)
- amfibieni (1): triton cu creastă (Triturus cristatus)